# Puk en Muk
Puk en Muk zijn de hoofdpersonen uit een reeks Nederlandse kinderboeken die geschreven werd door Frans Fransen, een pseudoniem van de Tilburgse frater Franciscus van Ostaden (1896–1961).

## Geschiedenis
De geestelijke vader van Puk en Muk is de Oostenrijkse tekenaar Carl Storch (1868–1955). In 1906 publiceerde hij de eerste tekeningen van Puk en Muk in het kindertijdschrift Der Seraphische Kinderfreund. Het is niet ondenkbaar dat hij daarbij geïnspireerd werd door de in Duitsland en andere Duitstalige landen zeer bekende kinderfiguurtjes Max und Moritz van schrijver Wilhelm Busch. 
Vanaf 1926 schreef Frans Fransen vervolgverhalen bij de tekeningen van Storch, die werden gepubliceerd in het tijdschrift De Engelbewaarder, gedrukt door het R.K. Jongensweeshuis; een drukkerij van de Fraters van Tilburg, in 1958 hernoemd naar Uitgeverij Zwijsen. Een jaar later verscheen het eerste avontuur van Puk en Muk in boekvorm.
Storch en Fransen maakten samen twaalf Puk en Muk-boeken. Na de Tweede Wereldoorlog verschenen er nog vier boeken, die door Leo van Grinsven werden geïllustreerd.

## Inhoud
Puk en Muk zijn twee kleine jongens die samen met een heleboel "broertjes" wonen in het huis van Klaas Vaak, in het derde straatje achter Luilekkerland. Alle jongens zijn neefjes van Klaas Vaak. Er woont ėėn zusje bij hen, genaamd Lolly, maar zij wordt in het verhaal "Muk de drakendoder" omgedoopt in Jennemieke.
De kinderen bestieren het hele huishouden van Klaas Vaak, die in de verhalen meestal alleen aanwezig is als de grote, goede Pater Familias, maar verder weinig actieve inbreng heeft. Veel van de jongens moeten overdag op zoek naar slaapzand, het fijnste zand van de wereld, waarmee Klaas Vaak 's avonds kinderen over de hele wereld in slaap brengt.
Puk en Muk zijn een onafscheidelijk stel, hoewel het verhaal "Muk de drakendoder" voornamelijk om Muk draait (Puk is in dat verhaal ziek), en waarin Muk tevens de heldenrol speelt. Dit in tegenstelling tot veel andere verhalen, waarin Puk de slimmerd is en Muk de dommerd, die bovendien liever lui dan moe is. In een aantal verhalen vormen ze samen met hun zwarte broertje Moortje een trio (o.a. Puk en Muk en Moortje naar Amerika).

## Titels
Lijst van titels, onder vermelding van de jaartallen van eerste druk:
1. Puk en Muk, 1927
2. Reizen van Puk en Muk, 1929
3. Puk en Muk en Moortje naar Amerika, 1932 (2e druk 1938)
4. Puk en Muk in China, 1934
5. Puk en Muk en de Heks, 1935
6. Puk en Muk naar de maan, 1936
7. Reizen van Puk en Muk (deel 1), 1937
8. Reizen van Puk en Muk (deel 2), 1937
9. Puk en Muk door Afrika 1, 1937
10. Puk en Muk door Afrika 2, 1937
11. Puk en Muk op de tandem, 1939
12. Muk de drakendoder, 1940
13. Puk en Muk en Schobbejak, 1949 (2e druk 1950), geïllustreerd door Leo van Grinsven
14. Jennemieke van Puk en Muk, 1950, geïllustreerd door Leo van Grinsven
15. Prinses Rosalinde 1e Druk, 1953, geïllustreerd door Leo van Grinsven
16. Puk en Muk in ridderland, 1955, geïllustreerd door Leo van Grinsven

Later verschenen er 9 Puk en Muk-boekjes van auteur Jos Haens, een pseudoniem van broeder Josephus (Sjef) Antonius Haenen (13 juni 1924, Helmond - 19 juni 2001, Cadzand-Bad). Haenen verliet de congregatie in 1968; hij trouwde in 1969. In 1968 werd hij leraar in Hilversum en een jaar later in Nijmegen. Hij trad in 1983 vervroegd uit. Hij schreef, onder het pseudoniem B.J. van Wijckmade, ook boeken over Wipneus en Pim. 
1. Puk en Muk met Moortje op reis, 1979
2. Puk en Muk op de tandem, 1979
3. Puk en Muk vliegen om de wereld, 1979
4. Puk en Muk in het land van de mensen, 1982
5. Puk en Muk onder de wereld, 1982
6. Puk en Muk in de moderne wereld, 1983
7. Puk en Muk bij de heks, 1983
8. Puk en Muk in sprookjesland, 1985
9. Puk en Muk op zwerftocht, 1985

In 2005, 2008 en 2016 schreef Rutger Lommerse voor theatergroep Trappaf in Oisterwijk in overleg en met toestemming van Uitgeverij Zwijsen Tilburg nieuwe verhalen over Puk en Muk. Deze stukken zijn alle opgevoerd in Natuurtheater Oisterwijk. De stukken werden voorzien van een aantal liedjes waarvoor nieuwe muziek werd gecomponeerd.
1. Puk en Muk en de Moddermannen, 2005, muziek: Maicel Copal
2. Puk en Muk en de Malle Molenaar, 2008, muziek: Willem Deen
3. Puk en Muk en de Bulderende Berg, 2016, muziek: Ron van Riel; 8 liedjes en zo'n 45 minuten aan filmische muziek